# Туровец (река)
Туровец (в верховье Туровиха) — река в России, протекает по Архангельской области. Устье реки находится в 4 км по левому берегу протоки Новинский Полой. Длина реки составляет 18 км.
Имеет два правых притока, в верховье реку Соснова, в низовье реку Липовец.

## Данные водного реестра
По данным государственного водного реестра России относится к Двинско-Печорскому бассейновому округу, водохозяйственный участок реки — Северная Двина от впадения реки Вычегда до впадения реки Вага, речной подбассейн реки — Северная Двина ниже места слияния Вычегды и Малой Северной Двины. Речной бассейн реки — Северная Двина.
Код объекта в государственном водном реестре — 03020300112103000025476.